# Morlas Memoria
Morlas Memoria ist eine 2011 gegründete Symphonic-Metal-Band aus Dresden.

## Geschichte
Morlas Memoria wurden im Frühjahr 2011 (als Morlas Enigma) von den Geschwistern Leandra und Theo Johne gegründet. Zur Gründungsformation gehörten weiterhin Tobias Ullmann, Marcel Schmidt und Eric Neufeld. Die Livetätigkeiten der Band begannen im Herbst desselben Jahres. 2012 teilte sich Morlas Memoria die Bühne mit Bands der Schwarzen Szene, wie Ost+Front, Stahlmann oder Zeraphine.
2013 ging die Band ins Silent Sound-Studio von Peter Vanselow um ein erstes Album einzuspielen. Kurz vor der Veröffentlichung des Materials musste sich die Band umbenennen, da ein Anwalt des Musikprojektes Enigma gegen den Bandnamen klagen wollte. Daraufhin änderte die Band ihren Namen in Morlas Memoria. Follow the Wind erschien schließlich im Mai 2014 und wurde unter der Eigenregie der Musiker herausgebracht. Es folgten Konzerte in Deutschland, Tschechien und auf dem Wave-Gotik-Treffen.
Zu Beginn des Jahres 2016 ersetzte Oliver Kunze Tobias Ullmann am Keyboard und Florian Baum löste Eric Neufeld an der Leadgitarre ab, welcher der Band aber als Techniker erhalten blieb. Noch im selben Jahr ging man abermals ins Silent Sound-Studio um ein zweites Album aufzunehmen.
Im November 2017 erschien Mine of Pictures unter dem Plattenlabel 7hard. Im Februar 2018 nahmen Morlas Memoria daraufhin ihre Livetätigkeiten wieder auf und gingen unter anderem mit Lacrimosa auf Tour. 2019 folgte ein Auftritt auf dem Wave-Gotik-Treffen, sowie eine weitere Tournee mit Visions of Atlantis. Ende 2019 verließ Eric Neufeld die Band.
2022 wurde Florian Baum durch Max Ufer ersetzt. 2025 erschien das dritte Album Adieu.

## Stil
Morlas Memoria kombinieren Heavy Metal und klassischen Gesang mit Orchesterarrangements und Chören. Fiel der orchestrale Anteil auf dem Debüt noch zurückhaltend aus, so ist er auf Mine of Pictures ein zentrales Markenzeichen.

## Diskografie
- 2014: Follow the Wind (Album, Eigenveröffentlichung)
- 2017: Mine of Pictures (Album, 7hard)
- 2025: Adieu (Album)